# Aleksandr Ivanov (athlétisme, 1982)
Pour les articles homonymes, voir Aleksandr Ivanov (athlétisme, 1993), Aleksandr Ivanov et Ivanov.
Aleksandr Valeryevich Ivanov (en russe : Александр Валерьевич Иванов ; né le 25 mai 1982 à Léningrad) est un athlète russe spécialiste du lancer du javelot. Sa meilleure performance personnelle est de 88,90 m, réalisée en juin 2003.

## Biographie

### Palmarès
| Date | Compétition                    | Lieu              | Résultat | Performance |
| ---- | ------------------------------ | ----------------- | -------- | ----------- |
| 1999 | Championnats du monde jeunesse | Bydgoszcz         | 3e       | 78,65 m     |
| 2000 | Championnats du monde juniors  | Santiago du Chili | 6e       | 71,02 m     |
| 2001 | Championnats d'Europe juniors  | Grosseto          | 1er      | 80,18 m     |
| 2001 | Championnats du monde          | Edmonton          | 10e      | 80,56 m     |
| 2002 | Championnats d'Europe          | Munich            | 6e       | 82,66 m     |
| 2003 | Championnats d'Europe espoirs  | Bydgoszcz         | 1er      | 82,59 m     |
| 2003 | Championnats du monde          | Paris             | 12e      | 77,32 m     |
| 2004 | Jeux olympiques                | Athènes           | 5e       | 83,31 m     |
| 2005 | Championnats du monde          | Helsinki          | 5e       | 79,14 m     |
| 2006 | Championnats d'Europe          | Göteborg          | 8e       | 80,09 m     |
| 2006 | Coupe du monde des nations     | Athènes           | 3e       | 81,87 m     |
| 2007 | Championnats du monde          | Osaka             | 5e       | 85,18 m     |

### Records
| Épreuve           | Performance | Lieu  | Date        |
| ----------------- | ----------- | ----- | ----------- |
| Lancer du javelot | 88,90 m     | Toula | 7 juin 2003 |